# Ildar Arslanov
Ildar Arslanov (Agidel-Bashkortostan, 6 de abril de 1994) es un ciclista ruso que fue profesional entre 2015 y 2019.

## Trayectoria
En 2014 ganó la última contrarreloj del Giro del Valle de Aosta, siendo esta su primera victoria como profesional.
En 2016 consiguió el jersey de mejor joven de la Vuelta Azerbaiyán.
En octubre de 2019, a través de sus redes sociales, anunció su retirada como ciclista profesional a los 25 años de edad.

## Palmarés
2014
- 1 etapa del Giro del Valle de Aosta

## Resultados en Campeonatos del Mundo
| Carrera         | Carrera         | 2015 | 2016 | 2017 | 2018 | 2019 |
| --------------- | --------------- | ---- | ---- | ---- | ---- | ---- |
| Mundial en Ruta | Mundial en Ruta | —    | —    | —    | Ab.  | —    |

—: no participa
Ab.: abandono